# الین می
الین می (انگلیسی: Elaine May؛ زادهٔ ۲۱ آوریل ۱۹۳۲) یک هنرپیشه، کارگردان، و فیلم‌نامه‌نویس اهل ایالات متحده آمریکا است.
او نخستین زنی است که در یک فیلم (یک برگ نو - ۱۹۷۱)، هم کارگردان بود، هم فیلم‌نامه‌نویس و هم بازیگر.

## گزیده فیلمشناسی
از فیلم‌ها یا برنامه‌های تلویزیونی که وی در آن نقش داشته‌است می‌توان به آثار زیر اشاره کرد.
- عشق (فیلم ۱۹۶۷) (۱۹۶۷)
- فارغ‌التحصیل (فیلم) (۱۹۶۷)
- یک برگ نو (۱۹۷۱)
- بهشت می‌تواند صبر کند (فیلم ۱۹۷۸) (۱۹۷۸)
- سوئیت کالیفرنیا (فیلم) (۱۹۷۸)
- سرخ‌ها (۱۹۸۱)
- توتسی (فیلم) (۱۹۸۲)
- مارپیچ (فیلم) (۱۹۸۶)
- ایشتار (فیلم) (۱۹۸۷)
- در روح (۱۹۹۰)
- گرگ (فیلم ۱۹۹۴) (۱۹۹۴)
- ذهن‌های خطرناک (۱۹۹۵)
- قفس پرنده (۱۹۹۶)
- رنگ‌های اصلی (فیلم) (۱۹۹۸)
- دزدهای خرده‌پا (۲۰۰۰)